# 內模型
在數理邏輯裡，令T 是在集合論的語言
{\displaystyle L=\langle \in \rangle }
中的一個理論。
若M 是{\displaystyle L} 描述集合論的一個模型，且N 是M 中的一個類，能使得
{\displaystyle \langle N,\in _{M},\ldots \rangle }
為T包含了所有M的序數的模型，則稱N 為T（在M 內）的內模型通常，此類模型會是馮·諾伊曼全集V 的傳遞子集，或有時會為V 的通集擴張。
集合論的模型稱之為標準的，若此模型的元素關係是侷限於此模型中的真實元素關係。模型稱之為傳遞的，若其為標準的，且之中的基礎類為集合中的傳遞類。集合論的模型通常假定為傳遞的，除非明確指明其為非標準的。內模型是傳遞的，傳遞模型是標準的，而標準模型則是良基的。
假定存在一個ZFC 的標準模型，要比假定存在一個模型來得強。實際上，若存在一個標準模型，則會存在一個包含於所有標準模型中的最小標準模型，稱之為最小模型。

## 用途
談及某理論的內模型時，考慮的理論通常是 ZFC 或其擴展，例如 ZFC + 存在可測基數。假如省略了所考慮的理論，則通常假定模型是 ZFC 的內模型。然而，有時也會研究 ZFC 的子理論（例如ZF或KP集合論）的內模型。